# Coccygidium nigriceps
Coccygidium nigriceps is een vliesvleugelig insect uit de familie schildwespen (Braconidae). De wetenschappelijke naam van de soort werd, als Brachyropalum nigriceps, in 1905 gepubliceerd door Peter Cameron. Het type was een 7 mm lang vrouwtje uit Grahamstown, Zuid-Afrika.
In de literatuur kan nog een tweede Coccygidium nigriceps worden gevonden, eveneens van Cameron, waarvan de naam als Spilomicrodus nigriceps werd gepubliceerd in 1911. Deze combinatie is in het geslacht Coccygidium ongeldig, maar de soort wordt tegenwoordig als Zelomorpha nigriceps in het geslacht Zelomorpha geplaatst.